# Lithognathus mormyrus
A ferreira ("lithognathus mormyrus") é um peixe marítimo comum no Mar Mediterrâneo, Mar Negro, Baía da Biscaia e em várias ilhas do Atlântico Norte.
Caracteriza-se pela sua coloração bege ou prateada com riscas castanhas verticais e barbatanas peitorais alaranjadas.